# Tokyo Ghoul
Tokyo Ghoul (japansk: 東京喰種) er en japansk manga-serie af Sui Ishida. Serien blev udgivet fra september 2011 til september 2014 i Shueishas seinen manga-magasin Weekly Young Jump, og serien er siden blevet udgivet i fjorten tankōbon-bind. En efterfølger til serien med titlen Tokyo Ghoul:re blev udgivet i samme magasin fra oktober 2014, og en forløber med titlen Tokyo Ghoul: JACK kørte online på Jump Live.
En anime tv-serie på 12 episoder af studio Pierrot blev sendt på Tokyo MX fra juli 2014 til september 2014. En anden sæson på 12 episoder, Tokyo Ghoul √A, som kører en selvstændig historie, begyndte 8. januar 2015 og sluttede 26. marts 2015. I Nordamerika udgiver Viz Media manga-serien, mens Funimation har licens på animeserien til streaming.

## Miljø
Tokyo Ghoul er en alternativ virkelighed hvor ghouls, individer som kun kan overleve ved at spise menneskekød, lever blandt normale mennesker i al hemmelighed, og skjuler deres sande natur for at undgå at blive forfulgt af myndighederne. Som ghoul har man forbedret hastighed, sanser, og regenererings evne, en almindelig ghoul er mange gange stærkere end et normalt menneske. De har en hud der er immun over for almindelige våben og har mindst et specielt organ kaldet en "Kagune", som de kan bruge som våben i kamp. Et andet karakteristisk træk er at når ghouls bliver sultne ændres farven på begge deres øjne til sort og regnbuehinden bliver rød. For at jage ghouls, er flere statsstøttede organisationer blevet oprettet rundt omkring i verden.

## Plot
Historien følger Ken Kaneki, en universitetsstuderende som knap nok overlever hans date med ghoulen Rize Kamishiro, der viser sig at være en ghoul. Han bliver sendt på hospitalet i en kritisk tilstand. Efter at komme sig opdager Kaneki  at han gennemgik en organtransplantation der forvandlede ham til en halv ghoul. Dette skete, fordi at nogle af Rizes organer blev overført til hans krop, og nu, ligesom normale ghouls, skal han spise menneskekød for at overleve. Anteiku en kaffebar som bliver styret af ghouls tager ham ind, og lærer ham om hans nye liv som halv ghoul. 
Den efterfølgende serie Tokyo Ghoul:re handler om Kaneki som lider af hukommelsestab. Han går nu under sin nye identitet som Haise Sasaki, leder af et CCG (Commission of Counter Ghoul) team.

## Media

### Manga
Tokyo Ghoul startede som en manga serie, skrevet og tegnet af Sui Ishida. Serien begyndte d. 8 Septembers 41st issue af Weekly Young Jump, udgivet af Shueisha, og det sidste kapitel udkom i 2014's 42nd issue, udgivet d. 18 September, 2014. Serien er blevet samlet i fjorten tankōbon bind. 
I August 2013 blev en spin-off manga udgivet på Spring Live digital manga. Historien strækker sig over 7 kapitler og fokuserer på Arima Kishou og Thaishi Fura 10 år før begivenhederne i Tokyo Ghoul. Mangaen har flere karakterer fra den originale serie, herunder Arima Kishou, Thaishi Fura, Itsuki Marude og Yakumo "Yamori" Oomori.

### Anime
En anime TV serie på 12 episoder af studio Pierrot blev sendt på Tokyo MX fra Juli 2014 til September 2014. Den blev også vist på TVA, TVQ, TVO, AT-X og Dlife. Intro sangen er "unravel" af TK fra Ling Tosite Sigure, og outro sangen "Saints" (聖者たち Seijatachi) (聖者たち Seijatachi) spillet af People In The Box. Funimation har licens på anime serien til streaming. En anden sæson på 12 episoder, Tokyo Ghoul √A, begyndte 8. Januar, 2015 og sluttede 26 Marts, 2015. Intro sangen "Incompetence" (無能 Munō) (無能 Munō) spillet af österreich, og outro sangen er "The Seasons Die Out, One After Another" (季節は次々死んでいく Kisetsu wa Tsugitsugi Shindeiku) (季節は次々死んでいく Kisetsu wa Tsugitsugi Shindeiku) spillet af Amazarashi.

## References
1. ↑   (14. juni 2014). "Madman acquires Tokyo Ghoul - set for simulcast on AnimeLab in July". Pressemeddelelse.
2. ↑  人を捕食する怪人描く新連載「東京喰種」がヤンジャンで (japansk). Natalie.mu. 8. september 2011. Hentet 12. september 2014.
3. ↑  "Tokyo Ghoul Manga to End This Month". Anime News Network. 12. september 2014. Hentet 12. september 2014.
4. 1 2  石田スイ「東京喰種」完結、最終巻は10月に (japansk). Natalie.mu. 18. september 2014. Hentet 18. september 2014.
5. ↑  東京喰種 1―トーキョーグール (ヤングジャンプコミックス) (japansk). Amazon.co.jp. Hentet 12. september 2014.
6. ↑  "Oscar Nominee Morita Helms Tokyo Ghoul Anime at Pierrot". Anime News Network. 22. februar 2014. Arkiveret fra originalen 28. februar 2014. Hentet 22. februar 2014.
7. ↑  "Natsuki Hanae, Sora Amamiya, Kana Hanazawa Lead Tokyo Ghoul Anime's Cast". Anime News Network. 15. marts 2014. Arkiveret fra originalen 14. april 2014. Hentet 15. marts 2014.
8. ↑  東京喰種 トーキョーグール (japansk). Agency for Cultural Affairs. Arkiveret fra originalen 3. marts 2016. Hentet 21. marts 2015.
9. ↑  "Funimation Acquires Tokyo Ghoul, Street Fighter:Assassin Fist". Anime News Network. 8. juni 2014. Arkiveret fra originalen 25. juli 2014. Hentet 22. juni 2016.
10. ↑  石田スイ新連載は喰種の新章、アニメ2期も (japansk). Natalie.mu. 11. oktober 2014. Hentet 13. oktober 2014.
11. ↑  "Tokyo Ghoul TV Anime's 2nd Season to Premiere in January". Anime News Network. 10. oktober 2014. Hentet 13. oktober 2014.